# Coenosia rufibasis
Coenosia rufibasis är en tvåvingeart som beskrevs av Stein 1920. Coenosia rufibasis ingår i släktet Coenosia och familjen husflugor. Inga underarter finns listade i Catalogue of Life.